# Curral das Vacas
Curral das Vacas es una localidad caboverdiana del municipio de Porto Novo.

## Geografía
La localidad está situada en la isla Santo Antão.

## Organización territorial
La localidad abarca los lugares y barrios de:
- Cabo da Ribeira
- Chã Funda
- Covoada Larga
- Cruz de Curral das Vacas
- Curral das Vacas
- Curral das Vacas de Baixo
- Curral das Vacas de Cima
- Figueira Quintina